# Promellia
× Promellia, (abreviado Pmla) en el comercio, es un híbrido intergenérico entre los géneros de orquídeas Ansellia × Galeandra. Fue publicado en Orchid Rev.  108(1236, noh): 12 (2000).